# Pecan Acres
Pecan Acres és una concentració de població designada pel cens dels Estats Units a l'estat de Texas. Segons el cens del 2000 tenia 2.289 habitants.

## Demografia
Segons el cens del 2000, Pecan Acres tenia 2.289 habitants, 832 habitatges, i 655 famílies. La densitat de població era de 45,5 habitants/km².
Dels 832 habitatges en un 38,6% hi vivien nens de menys de 18 anys, en un 64,9% hi vivien parelles casades, en un 9,7% dones solteres, i en un 21,2% no eren unitats familiars. En el 17,3% dels habitatges hi vivien persones soles el 6,5% de les quals corresponia a persones de 65 anys o més que vivien soles. El nombre mitjà de persones vivint en cada habitatge era de 2,75 i el nombre mitjà de persones que vivien en cada família era de 3,1.
Per edats la població es repartia de la següent manera: un 28,1% tenia menys de 18 anys, un 6,7% entre 18 i 24, un 31,1% entre 25 i 44, un 23% de 45 a 60 i un 11,1% 65 anys o més.
L'edat mediana era de 37 anys. Per cada 100 dones de 18 o més anys hi havia 98,1 homes.
La renda mediana per habitatge era de 43.167 $ i la renda mediana per família de 46.397 $. Els homes tenien una renda mediana de 40.000 $ mentre que les dones 25.053 $. La renda per capita de la població era de 17.642 $. Aproximadament el 12,7% de les famílies i el 14% de la població estaven per davall del llindar de pobresa.

## Poblacions properes
El següent diagrama mostra les poblacions més properes.